# Togoperla noncoloris
Togoperla noncoloris és una espècie d'insecte plecòpter pertanyent a la família dels pèrlids.

## Descripció
- Les ales presenten una pigmentació pàl·lida.[5]

## Distribució geogràfica
Es troba a la Xina.